# تازش (نظامی)
تازش (انگلیسی: Charge) تازش شکلی از آفند است که در آن پیکارگران با حداکثر سرعت به صورت ناگهانی به سوی نیروهای دشمن حرکت می‌کنند تا بتوانند در رزم نزدیک یک پیروزی قاطع به دست آورند. تازش یکی از صورت‌های اصلی حمله ناگهانی است که در نبردهای بسیاری در طول تاریخ نقش مهمی را ایفا نموده‌است. در مفاهیم نظامی جدید تازش توسط یک تیم آتش کوچک علیه تأسیسات انفرادی مانند پناهگاه و سنگرها انجام می‌شود.

## تازش پیاده‌نظام

### تازش در دنیای باستان
احتمال داده می‌شود که تازش در جنگ‌های پیش از تاریخ هم وجود داشته‌است اما نخستین اسناد آن به پس از اختراع خط بازمی‌گردد. برای مثال تاکتیک فالانژها پیشروی منظم به سوی صفوف دشمن و تازش در هنگام رسیدن به دشمن بود.

### تازش کوه‌نشینان اسکاتلندی
در مواجه با معرفی سلاح‌های آتشین در قرن ۱۶ جنگجویان اسکاتلندی و ایرلندی تاکتیکی را ابداع نمودند که پس یک دور شلیک با تفنگ فتیله‌ای با سلاح سرد به دشمن تازش می‌کردند. این تاکتیک در آغاز بسیار مؤثر بود اما با به وجود آمدن تاکتیک‌های دفاعی و معرفی سرنیزه دیگر ارزش خود را از دست داد.

### تازش بانزای
متفقین به تاکتیک یورش موج انسانی ژاپنی‌ها با سرنیزه و شمشیر در جنگ جهانی دوم بانزای می‌گفتند. اصل این عبارت از رجزخوانی سربازان ژاپنی آمده‌است که فریاد می‌زدند "تِنو هایکا بانزای" (天皇陛下万歳, "زنده باد امپراتور").

### تازش با سرنیزه

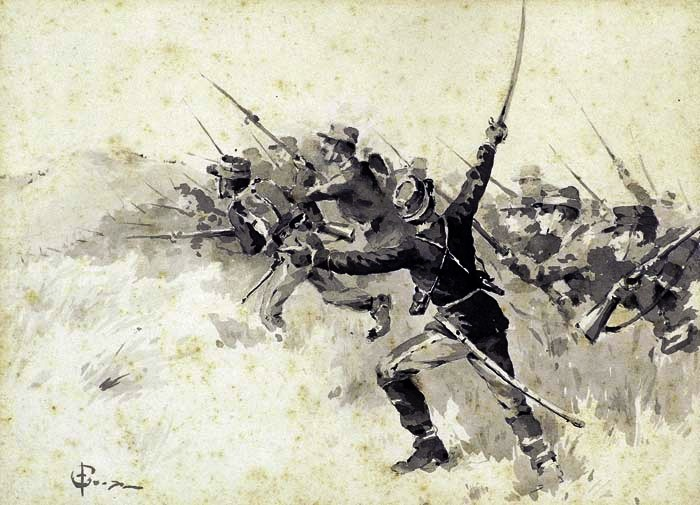
سربازان یونانی در جریان جنگ یونان و ترکیه (۱۸۹۷) با سرنیزه تازش می‌کنند.

سرنیزه در قرن ۱۷ میلادی معرفی شد و تا قرن ۲۰ یکی از تاکتیک‌های اصلی پیاده‌نظام تازش با سرنیزه بود. از قرن ۱۹ محققان متوجه شدند اصولاً بیشتر تازش‌ها با سرنیزه منجر به درگیری نمی‌شود و یکی از طرفین پیش از رسیدن نیروها به یکدیگر از میدان می‌گریزد. نصب کردن سرنیزه بیشتر روی روحیه طرفین تأثیر می‌گذاشت و نشان می‌داد که سربازان آماده کشتن دشمن در رزم تن به تن هستند.

## تازش سواره‌نظام
سواره‌نظام محل اصلی استفاده از تاکتیک‌های تازش بود و در تمام دوران‌ها از آن بهره برده می‌شد. تاریخ‌نگارانی مانند جان کیگان نشان می‌دهند که اگر پیاده‌نظام در استحکامات خود به صورت منسجم در برابر سواره‌نظام مقاومت کنند تازش معمولاً با شکست روبرو می‌شود و تازش سواره‌نظام زمانی موفق می‌شود که صفوف پیاده‌نظام از هم بپاشد (بیشتر به دلیل ترس) و پیاده‌ها پراکنده شوند. لژیون‌های رومی برای متوقف کردن سواران اشکانی نیازمند صفوف درهم پیوسته و منسجم بودند و آنگونه که آنا کومننه می‌گوید متوقف کردن شوالیه‌های فرانک حتی سخت‌تر هم بود. البته باید توجه داشت که تنها با اسب‌های آموزش‌دیده می‌توان به صفوف پیاده‌نظام تازش کرد و برای کسب موفقیت باید سواران در آرایشی فشرده حمله کنند که این امر هم نیازمند آموزش اسب‌ها است. سواره‌نظام سنگین موفق مانند شوالیه‌ها و سواران اشکانی باید ترکیبی از روحیه جمعی بالا، آموزش عالی، تجهیزات باکیفیت، سلحشوری فردی و انضباط جمعی را دارا باشند تا بتوانند صفوف پیاده‌نظام را بشکافند و آن‌ها را شکست دهند.

## در دوران سلاح گرم
در دوران سلاح‌های گرم مولفه اصلی سرغت پیشروی در برابر حجم آتش است؛ یعنی مهاجمین تنها در صورتی می‌توانند به صفوف دشمن برسند که سرعت پیشروی‌شان از سرعت شلیک دشمن بیشتر باشد. در طول ۷۰۰ سال گذشته نرخ آتش سلاح‌های گرم مرتباً بهتر شده‌است اما تا قرن ۱۹ میلادی هنوز تازش‌ها می‌توانست موفق باشد. ورود سلاح‌های جدید مانند مسلسل و سلاح ته‌پر امکان تازش موفق را کمتر کرد اما هنوز هم در ابعاد بسیار کوچک در جاهایی که شدت آتش دشمن زیاد نبود می‌شد تازش‌های موفقی را اجرا کرد. تازش با سرنیزه تا قرن ۲۰ هم مورد استفاده قرار می‌گرفت اما محدود به مواردی بود که شدت آتش دشمن کم و مهمات رو به اتمام بود یا آنکه به عنوان حمله انتحاری جهت تخریب روحیه دشمن به کار می‌رفت.
امروزه تازش با سلاح سرد به جز در درگیری خیابانی یا کنترل شورش وجود ندارد و مواردی مانند نبرد دنی بوی که در آن از تازش با سرنیزه استفاده شد استثنا هستند. تازش‌های نظامی در دنیای امروز با کمک خودرو زره‌پوش رزمی مانند تانک، خودرو جنگی پیاده‌نظام و خودرو چرخ‌دار زره‌پوش (نظامی) انجام می‌شود. تازش با کمک خودروی رزمی به این صورت است که یا با آتش هجومی به صورت مستقیم به موضع دشمن حمله می‌کند یا آنکه پیاده‌نظام با کمک این خودروها تا نزدیکی موضع دشمن برده می‌شود تا آنجا را تصرف نماید.